# Große Bremer Ruderregatta
Die Große Bremer Ruderregatta ist eine seit 1979 mit einigen Unterbrechungen jährlich an zwei Tagen Anfang Mai stattfindende Ruderregatta auf dem Werdersee in Bremen. Veranstaltet wird sie von den Ruderern des Bremer Sport-Clubs mit Unterstützung des Landesruderverbandes Bremen.
Die Veranstaltung ist als gemischte Regatta ausgeschrieben und zählt jedes Mal rund 3.000 Teilnehmer in 2.000 Booten. Damit ist sie die teilnehmerstärkste regelmäßig ausgetragene Regatta Deutschlands.

## Zahlen und Daten
An der Regatta nehmen Rudervereine aus der gesamten Bundesrepublik teil. Im Jahre 2007 waren zahlreiche Clubs aus West-, Nord- und Ostdeutschland, Berlin, Hamburg und Bremen vertreten. 
Insgesamt fanden in den 16 Wettkampfstunden 160 Rennen statt, welche im Abstand von vier Minuten gestartet wurden. In den Jahren 2010 bis 2018 hat sich die Zahl der Teilnehmer und der gestarteten Rennen vor allem im Bereich der Kleinboote weiter erhöht, weshalb der Zeitabstand zwischen Rennen auf drei Minuten reduziert und die gesamten Wettkampfdauer auf 9 bis 10 Stunden am Tag ohne Pause angehoben wurde. 
Gefahren wird auf sechs Bahnen, von denen jede 1.500 Meter lang ist und die durch Bojenketten abgegrenzt sind. Die Regattastrecke befindet sich auf dem Werdersee zwischen Carl-Carstens-Brücke und Badestrand. 
Vom Bremer Sport-Club und weiteren Bremer Rudervereinen organisieren etwa 100 Helfer die Veranstaltung ehrenamtlich, oft neben weiteren Tätigkeiten in ihren Vereinen. 

## Berühmte Teilnehmer
Die Große Bremer Ruderregatta galt schon immer als renommierte Veranstaltung. An ihr nahmen Ruderer in ihren Jugendjahren teil, die später durch große sportliche Erfolge in den Blickpunkt der Öffentlichkeit rückten. Die bekanntesten sportlichen Aktiven waren:
- Peter-Michael Kolbe, dreimaliger Silbermedaillengewinner bei Olympischen Spielen und fünfmaliger Weltmeister
- Bahne Rabe, Olympiasieger und Weltmeister
- Roland Baar, Bronze- und Silbermedaillengewinner bei Olympischen Spielen und fünfmaliger Weltmeister
- Gerd Meyer, Weltmeister
- Christiane Will, Weltmeisterin

## Preise
Der Hauptpreis der Regatta, der Senatspreis, wird den Siegern des Achters durch den Schirmherren des Sportevents, den Präsidenten des Bremer Senats, übergeben.